# Duke Ellington Meets Coleman Hawkins
Duke Ellington Meets Coleman Hawkins è un album discografico jazz del musicista e compositore Duke Ellington e del sassofonista Coleman Hawkins, registrato il 28 agosto 1962, e pubblicato nel febbraio 1963 dalla Impulse! Records.
Nel 1995, il New York Times così ha descritto l'album: "Uno dei migliori album di Ellington, uno dei migliori album di Hawkins, ed uno dei migliori album degli anni sessanta".

## Tracce
1. Limbo Jazz – 5:15
2. Mood Indigo – 5:56
3. Ray Charles' Place – 4:05
4. Wanderlust – 5:00
5. You Dirty Dog – 4:20
6. Self-Portrait (of the Bean) – 3:53
7. The Jeep is Jumpin' – 4:50
8. The Ricitic – 5:53
9. Solitude (Bonus track ristampa CD 1995.) – 5:51

## Crediti

### Musicisti
- Duke Ellington: pianoforte
- Coleman Hawkins: sax tenore
- Aaron Bell: contrabbasso
- Lawrence Brown: trombone
- Harry Carney: clarinetto basso, sax baritono
- Johnny Hodges: sax alto
- Ray Nance: violino, cornetta
- Sam Woodyard: batteria

### Produzione
- Bob Thiele: produzione
- Rudy Van Gelder: ingegnere del suono
- Joe Alper: fotografie
- Jason Claiborne: graphic design
- Stanley Dance: note interne
- Hollis King: direzione artistica
- Michael Cuscuna: note interne riedizione, produzione riedizione
- Erick Labson: digital remastering